# Antonie Boubong

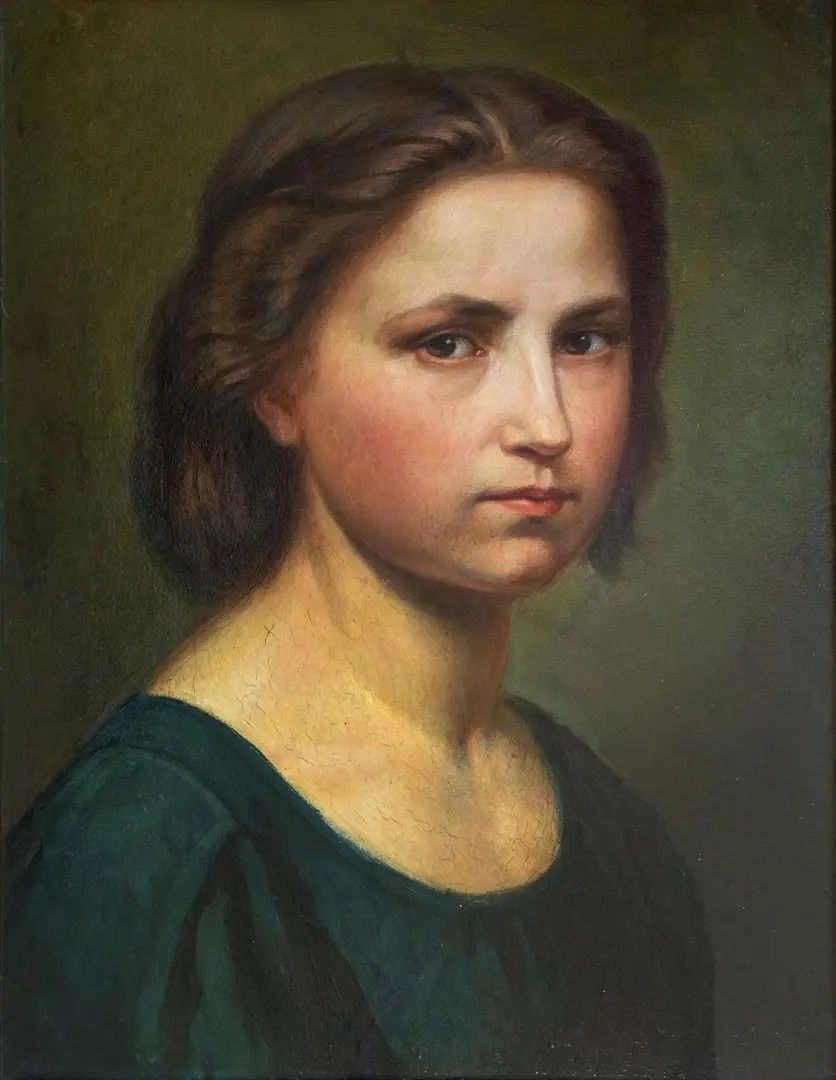
Antonie Boubong. Ölgemälde von Fidelis Bentele

Antonie Boubong (* 8. Juni 1842 in Werneck; † 1908 in Straßburg) war eine deutsche Porträt-, Genre- und Landschaftsmalerin.

## Leben und Wirken
Antonie Boubong studierte an der Stuttgarter Kunstschule und bei Wilhelm von Lindenschmit dem Jüngeren in München. Sie war in Stuttgart Schülerin des Kirchen-, Porträt- und Landschaftsmalers Fidelis Bentele (1830–1901) und mit dessen Familie befreundet. Sie hatte Ausstellungen in München, Berlin, Wien und Düsseldorf. National bekannt wurde sie, als Kaiser Wilhelm I. und Kaiserin Augusta eine der ab 1875 jährlich veranstalteten Ausstellungen des Vereins der Berliner Künstlerinnen 1867 e. V. in der Akademie der Künste besuchten und dort eines ihrer Gemälde erwarben.

## Werke

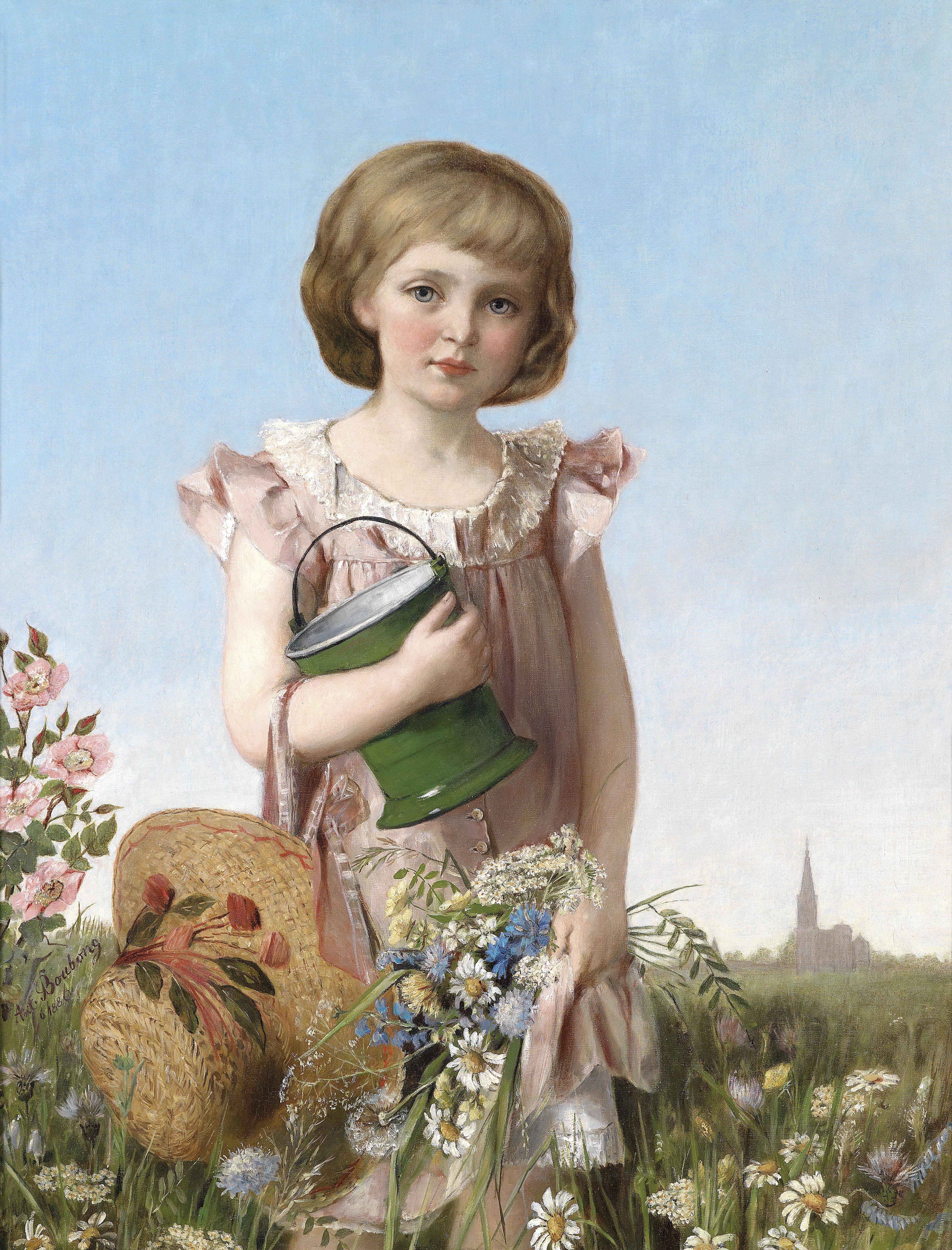
Eine kleine Gärtnerin, 1886
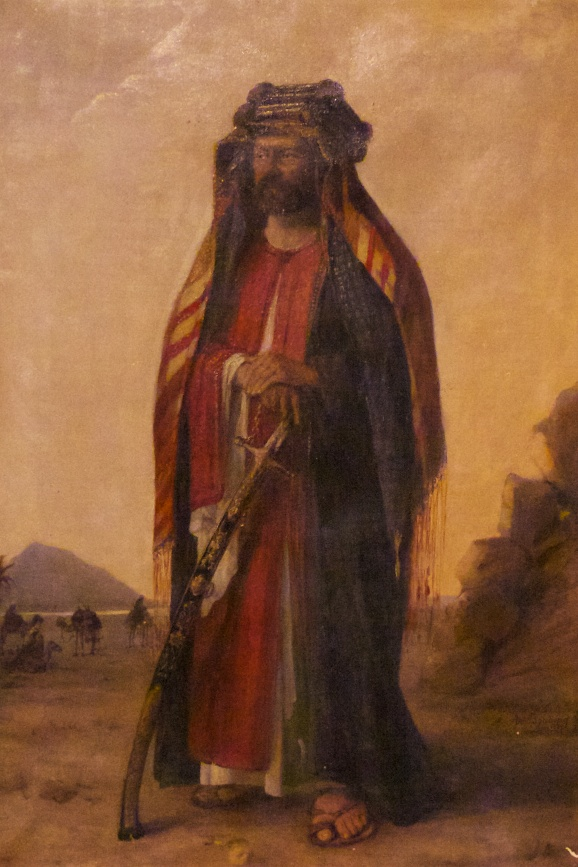
Julius Euting in Beduinentracht, 1886
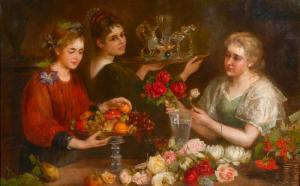
Frauen mit Blumen und Obst, 1899